# ميغيل فرنانديز
ميغيل فرنانديز غونزاليس ( مليلية ، 13 مايو 1931 - 5 مارس 1993) كان شاعرًا إسبانيًا ، فاز بالجائزة الوطنية للأدب في عام 1977 عن ديوان إيروس وأنتيروس (1976).  وهو من محبي الأساليب المتنوعة، ويظهر في أعماله ميلاً تقدمياً نحو الثقافة والتصوف. أول كتاب له كان "عقيدة الحرية" (1958). مع كتابه الثاني، Sagrada materia (1966)، فاز بجائزة أدونيس . في كتابه الثالث، Juicio Final (1969)، أصبح الأسلوب أكثر باروكية، ولكن الكتب التالية، Monodia (1974) و Atentado celeste (1975)، كانت أمثلة على الإيجاز والدقة المحكمة. منذ "إيروس" و"أنتيروس" (1976) فصاعدًا، تم تعزيز الأسلوب الباروكي. ومن كتب المؤلف الأخرى، في نفس الخط، Entretierras (1977)، Lunar Tables ( 1980)، Most Secret Secret (1990)، Vaults (1992) ، وSolitudine (1994).Miguel Fernández González (Melilla, 13 de mayo de 1931-ib., 5 de marzo de 1993) fue un poeta español، premio Nacional de Literatura en 1977 por Eros y Anteros (1976).

## الجوائز
- جائزة أدونيس للشعر ، عن ديوان "المادة المقدسة" (1966)
- جائزة الشعر الوطنية ، عن ديوان إيروس وأنتيروس (1977)
- جائزة الشعر الدولية، مدينة مليلية ، عن كتاب "خطاب حول المور" (1982)
- جائزة تيفلوس للشعر ، عن ديوان "السر السري" (1989)

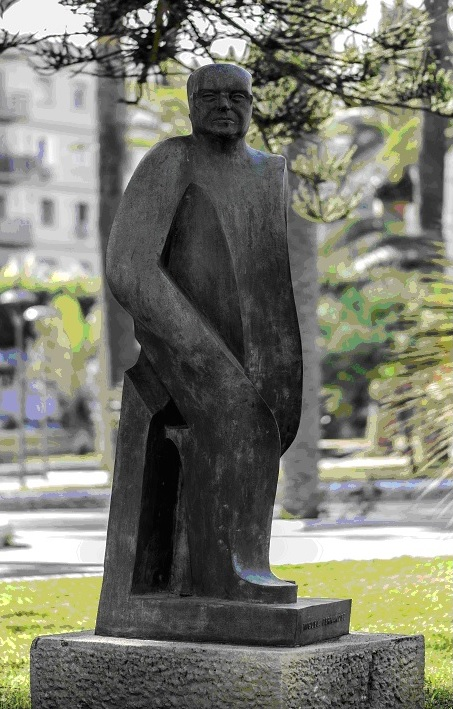
تحية للشاعر ميغيل فرنانديز. عمل للفنان مصطفى عروف

## الإشارات والأوسمة

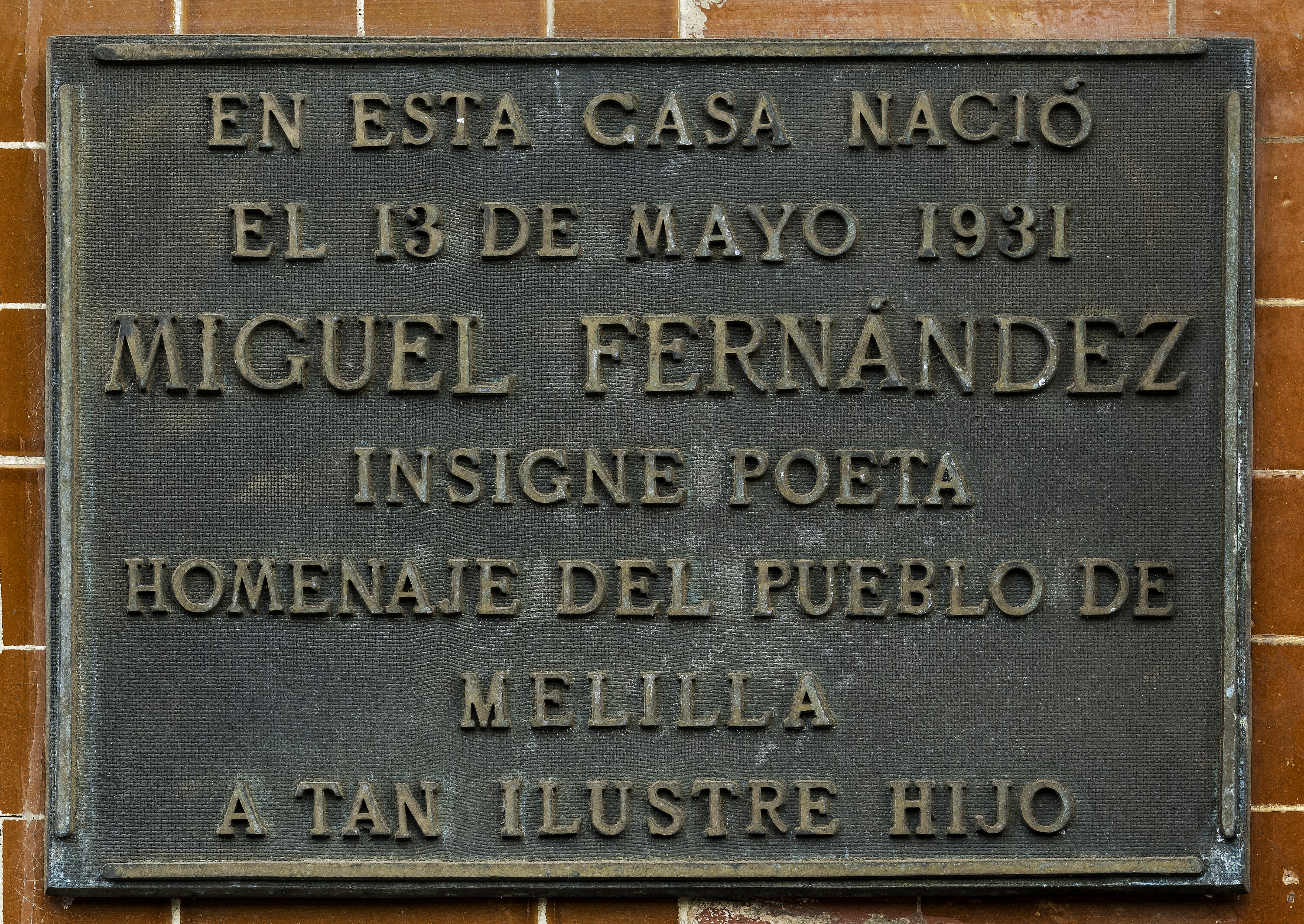
لوحة تذكارية بمناسبة الذكرى العشرين لوفاته.

- الابن المفضل والابن المتميز ووسام مدينة مليلية المستقلة
- عضو أكاديمي في الأكاديمية الأوروبية للعلوم والفنون والآداب، ومقرها باريس
- عضو في الأكاديمية الملكية للفنون الجميلة في سان تلمو
- خصص له مجلس مدينة مليلية شارعاً في حي الشعراء سنة 1985.
- مدينة مليلية تقيم تمثال تكريم للشاعر ميغيل فرنانديز ، في حديقة هيرنانديز، وهو عمل للفنان مصطفى عروف ، 1994
- وزارة التربية والعلوم توافق على الاسم المحدد "ميغيل فرنانديز" لمعهد التعليم الثانوي في مليلية، 29 ديسمبر 1994 [3]
- مليلية تكرمه في الذكرى العشرين لوفاته: تم وضع لوحة تذكارية على منزل طفولته، في شارع دوقيزا دي لا فيكتوريا، 2013 [4]Miguel Fernández González (Melilla, 13 de mayo de 1931-ib., 5 de marzo de 1993) fue un poeta español، premio Nacional de Literatura en 1977 por Eros y Anteros (1976).

## العمل الأدبي
• "عقيدة الحرية"، 1. الطبعة (1958)، 2. الطبعة الرابعة (1979)
• "المادة المقدسة". جائزة "أدونيس" 1966.
• "الدينونة الأخيرة"، 1969.
• "مونودي"، 1974.
• "الهجوم السماوي"، 1975.
• "إيروس وأنتيروس"، جائزة "آلامو"، 1976 وجائزة "الأدب الوطني"، 1977.
• "Entretierras"، 1977.
• "حول الجاز والحصارات الأخرى"، 1978.
• "زهور باراسيلسوس"، 1979.
• "الجداول القمرية"، 1980.
• "خطاب حول المور"، الجائزة الدولية "مدينة مليلية"، 1982.
• "سري للغاية"، الجائزة العالمية "تيفلوس"، 1989.
• "قصص الانتحار"، مقال، 1990.
• "نيران الذاكرة"، 1991.
• "الخزائن"، جائزة "سان خوان دي لا كروز"، 1992.
• "العزلة"، عمل نُشر بعد وفاته في عام 1994.